# Всемирная выставка (1897)
Всеми́рная вы́ставка 1897 го́да (фр. Exposition Internationale de Bruxelles) — проходила в Брюсселе с 10 мая по 8 ноября 1897 года. В ней приняли участие 27 стран. Количество посетителей оценивается в 7,8 млн. Основными местами проведения выставки были выбраны Парк пятидесятилетия и район Тервюрен.

## Колониальная выставка
В Тервюрене по проекту А. Ф. Альдофа был выстроен т. н. Дворец колоний, в реальности размещавший экспозицию одного только Свободного государства Конго. Здесь были представлены этнографические предметы, чучела животных и в «зале великой культуры» Конго самые важные экспортные продукты из экваториальной Африки: кофе, какао и табак. В соответствии с модой на живые картины в парке была устроена конголезская деревня, где 60 африканцев жили в течение всего периода проведения выставки. Успех этой выставки привёл к учреждению в 1898 году Королевского музея Центральной Африки.

## Художественная выставка
Выставка способствовала международному распространению очень популярного в Бельгии стиля арт-нуво, так как  экспозиция была выполнена в этом едином стиле бельгийским архитектором Полем Хакаром. Бельгиец Анри Прива-Ливмон разработал афиши. Небольшой павильон в стиле неоклассицизма назывался Храм человеческих страстей.